# Broussaille au Japon
 (juillet 2024).
Broussaille au Japon est la dix-septième histoire de la série Broussaille de Frank Pé. Elle a été publiée pour la première fois du no 2918 au no 2921 du journal Spirou.

## Historique
Lors d'un séjour au Japon, Frank Pé réalise une planche par jour dans sa chambre d’hôtel au fur et a mesure de son voyage. Il déclare que cette histoire est « plutôt comme un journal de voyage ».

## Publication
L'histoire est parue dans l'album "Sous deux soleils".